# Peter Boom

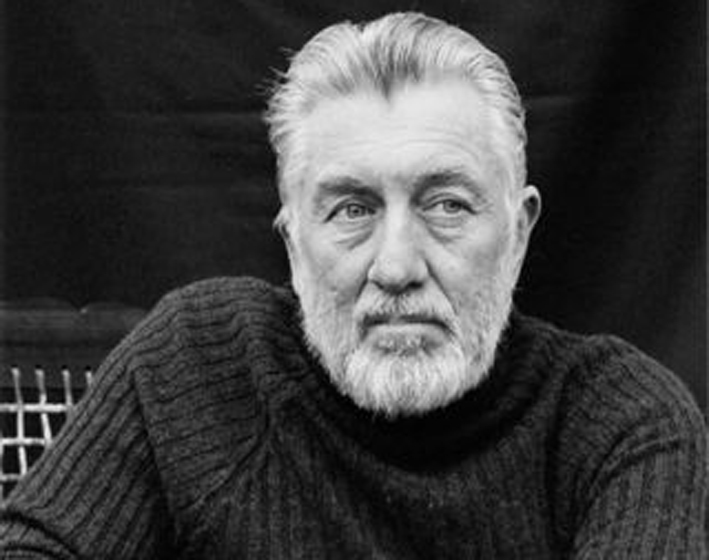
Peter Boom

Peter Jorn Boom (* 31. März 1936 in Bloemendaal; † 26. Mai 2011 in Viterbo) war ein italienischer Schauspieler und Sänger niederländischer Herkunft.

## Leben
Boom kam 1956 nach Abbruch seiner Collegeausbildung nach Mailand zur Ausbildung als Opernsänger. Dabei arbeitete er auch als Bühnenschauspieler und zog – seit Februar 1961 war er italienischer Staatsbürger – 1963 nach Rom, wo er bei der RAI vorsang, jedoch keinen Vertrag erhielt. Beim „Spoleto Festival“ 1964 sang er im Rosenkavalier und trat im gleichen Jahr am „Teatro La Fenice“ in Venedig auf.
Seine tiefe Stimme wurde nun für Filmsongs entdeckt und vor allem in Spaghettiwestern eingesetzt, wobei er häufig mit CAM Records zusammenarbeitete und Titel von Komponisten wie Armando Trovaioli, Luis Bacalov, Ennio Morricone, Bruno Nicolai und Marcello Giombini interpretierte.
Seit Mitte der 1970er Jahre übernahm Boom auch immer wieder kleinere Rollen in Filmen; bis 2000 umfasst seine Filmografie fast 30 Titel, wobei er auch immer wieder Bühnenangebote wahrnahm, so zum Beispiel 1979 und 1993 mit Mario Carotenuto und in der Spielzeit 1991/1992 mit Milva in einer Inszenierung von Lulu.
Als Autor schrieb Boom neben Rezensionen und Zeitungsbeiträgen auch zwei Bücher, darunter den Kriminalroman „Vendetta al curaro“.

## Filmografie (Auswahl)
- 1978: Ein Haufen verwegener Hunde (Quel maledetto treno blindato)
- 1978: Ein Käfig voller Narren (La cage aux folles)
- 1979: Das Concorde Inferno (Concorde affaire '79)
- 1979: Die heilige Bestie der Kumas (Il fiume del grande caimano)
- 1986: Mino – Ein Junge zwischen den Fronten (Mino) (Miniserie)
- 1987: Der Tod des Empedokles
- 2000: Die Mumie schlägt zurück (The Mummy Theme Park)

## Filmlieder (Auswahl)
- 1966: Sartana (Mille Dollari sul nero): „Necklace of pearls“
- 1968: O tutto o niente: „Song of the Cowboy“
- 1971: I quattro pistoleri di Santa Trinità: „Julie“

## Bücher
- Vendetta al curaro (I casi complicati del commissario van der Bilt), Editore Carlo Mancosu
- 2020, il Nuovo Messìa, Edizioni della B.I.G. - Rieti